# American Music Awards 1975
Die zweiten American Music Awards wurden von der American Broadcasting Company (ABC) am 18. Februar 1975 ausgestrahlt. Die Veranstaltung fand im Santa Monica Civic Auditorium in Santa Monica, Kalifornien statt. Moderatoren waren Roy Clark, Helen Reddy und Sly Stone.
Mit je vier Awards erhielten Olivia Newton-John sowie Gladys Knight & the Pips die meisten Auszeichnungen.

## Gewinner und Nominierte
| Kategorie                        | Gewinner                                             | Nominierungen                                                                                                   |
| -------------------------------- | ---------------------------------------------------- | --- |
| Pop/Rock Category                |                                                      | |
| Favorite Pop/Rock Male Artist    | John Denver                                          | Charlie Rich Elton John                                                                                         |
| Favorite Pop/Rock Female Artist  | Olivia Newton-John                                   | Barbra Streisand Helen Reddy                                                                                    |
| Favorite Pop/Rock Band/Duo/Group | Gladys Knight & the Pips                             | Bachman-Turner Overdrive Wings                                                                                  |
| Favorite Pop/Rock Album          | Charlie Rich – Behind Closed Doors                   | Elton John – Goodbye Yellow Brick Road John Denver – John Denver's Greatest Hits                                |
| Favorite Pop/Rock Song           | Olivia Newton-John – I Honestly Love You             | Barbra Streisand – The Way We Were Terry Jacks – Seasons in the Sun                                             |
| Soul/R&B Category                |                                                      | |
| Favorite Soul/R&B Male Artist    | Stevie Wonder                                        | Barry White James Brown                                                                                         |
| Favorite Soul/R&B Female Artist  | Diana Ross                                           | Aretha Franklin Roberta Flack                                                                                   |
| Favorite Soul/R&B Band/Duo/Group | Gladys Knight & the Pips                             | The O’Jays The Stylistics                                                                                       |
| Favorite Soul/R&B Album          | Gladys Knight & the Pips – Imagination               | Marvin Gaye, Let’s Get It On Stevie Wonder, Innervisions                                                        |
| Favorite Soul/R&B Song           | Gladys Knight & the Pips – Midnight Train to Georgia | Gladys Knight & the Pips – You're the Best Thing That Ever Happened to Me Roberta Flack – Feel Like Makin’ Love |
| Country Category                 |                                                      | |
| Favorite Country Male Artist     | Charlie Rich                                         | Charley Pride Roy Clark                                                                                         |
| Favorite Country Female Artist   | Olivia Newton-John                                   | Loretta Lynn Marie Osmond                                                                                       |
| Favorite Country Band/Duo/Group  | Conway Twitty & Loretta Lynn                         | George Jones & Tammy Wynette The Statler Brothers                                                               |
| Favorite Country Album           | Olivia Newton-John – Let Me Be There                 | Charlie Rich – Behind Closed Doors Charlie Rich – A Very Special Love Song                                      |
| Favorite Country Song            | Charlie Rich – The Most Beautiful Girl               | Charley Pride – Mississippi Cotton Picking Delta Town Merle Haggard – If We Make It Through December            |
| Ehrenpreis                       |                                                      | |
| Berry Gordy, Jr.                 |                                                      | |